# Article 82 du traité sur le fonctionnement de l'Union européenne
L’article 82 du traité sur le fonctionnement de l'Union européenne permet à l'Union européenne d'introduire dans le droit pénal des États membres, et par la voie de directives, des lois pénales universelles. Les États membres ont alors un délai de deux mois pour introduire ces dispositions pénales dans leur droit pénal respectif, sous peine de contraventions ou de mise en jeu de la responsabilité de l'État défaillant. Ces directives ont une nature obligatoire et impérative.

## Disposition
L'article 82 du TFUE est formulé ainsi :

« 1.   La coopération judiciaire en matière pénale dans l'Union est fondée sur le principe de reconnaissance mutuelle des jugements et décisions judiciaires et inclut le rapprochement des dispositions législatives et réglementaires des États membres dans les domaines visés au paragraphe 2 et à l'article 83.
Le Parlement européen et le Conseil, statuant conformément à la procédure législative ordinaire, adoptent les mesures visant :
a) à établir des règles et des procédures pour assurer la reconnaissance, dans l'ensemble de l'Union, de toutes les formes de jugements et de décisions judiciaires ;
b) à prévenir et à résoudre les conflits de compétence entre les États membres ;
c) à soutenir la formation des magistrats et des personnels de justice ;
d) à faciliter la coopération entre les autorités judiciaires ou équivalentes des États membres dans le cadre des poursuites pénales et de l'exécution des décisions.
2.   Dans la mesure où cela est nécessaire pour faciliter la reconnaissance mutuelle des jugements et décisions judiciaires, ainsi que la coopération policière et judiciaire dans les matières pénales ayant une dimension transfrontière, le Parlement européen et le Conseil, statuant par voie de directives conformément à la procédure législative ordinaire, peuvent établir des règles minimales. Ces règles minimales tiennent compte des différences entre les traditions et systèmes juridiques des États membres.
Elles portent sur :
a) l'admissibilité mutuelle des preuves entre les États membres ;
b) les droits des personnes dans la procédure pénale ;
c) les droits des victimes de la criminalité ;
d) d'autres éléments spécifiques de la procédure pénale, que le Conseil aura identifiés préalablement par une décision; pour l'adoption de cette décision, le Conseil statue à l'unanimité, après approbation du Parlement européen.
L'adoption des règles minimales visées au présent paragraphe n'empêche pas les États membres de maintenir ou d'instituer un niveau de protection plus élevé pour les personnes.
3.   Lorsqu'un membre du Conseil estime qu'un projet de directive visée au paragraphe 2 porterait atteinte aux aspects fondamentaux de son système de justice pénale, il peut demander que le Conseil européen soit saisi. Dans ce cas, la procédure législative ordinaire est suspendue. Après discussion, et en cas de consensus, le Conseil européen, dans un délai de quatre mois à compter de cette suspension, renvoie le projet au Conseil, ce qui met fin à la suspension de la procédure législative ordinaire.
Dans le même délai, en cas de désaccord, et si au moins neuf États membres souhaitent instaurer une coopération renforcée sur la base du projet de directive concerné, ils en informent le Parlement européen, le Conseil et la Commission. Dans un tel cas, l'autorisation de procéder à une coopération renforcée, qui est visée à l'article 20, paragraphe 2, du traité sur l'Union européenne et à l'article 329, paragraphe 1, du présent traité est réputée accordée et les dispositions relatives à la coopération renforcée s'appliquent. »

## Contenu et analyses

### Objectifs et règles minimales
L'article 82 TFUE est pertinent dans le cadre du droit pénal car il s'inscrit dans les deux logiques d'intervention de l'Union européenne : l'harmonisation (intégration positive) et le rapprochement (intégration par la négative, les moyens de mise en œuvre de leurs obligations étant dans ce cas laissés aux États membres). Le terme « rapprochement » ne doit toutefois pas être interprété comme empêchant l'harmonisation.
L'article 82 concerne plus précisément la reconnaissance mutuelle des jugements et décisions judiciaires. Il définit dans un premier temps le rôle du Parlement européen et du Conseil de l'Union européenne sur ce sujet, soulignant les moyens par lesquels la reconnaissance mutuelle sera mise en œuvre. Ces éléments sont les points a) à d) de l'article 82(1), paragraphe 2 ci dessus et reposent notamment sur « des règles et des procédures pour assurer la reconnaissance [...] de toutes les formes de jugements et de décisions judiciaires », la prévention et la résolution des « conflits de compétence entre les États membres », la « formation des magistrats et des personnels de justice » et la « coopération entre les autorités judiciaires ou équivalentes des États membres dans le cadre des poursuites pénales et de l'exécution des décisions ». Ces mesures sont adoptées conformément à la procédure législative ordinaire.
Ces mesures sont facilités par l'adoption de règles minimales, dans des directives, pour permettre la reconnaissance mutuelle, :
- « l'admissibilité mutuelle des preuves entre les États membres » ;
- « les droits des personnes dans la procédure pénale » ;
- « les droits des victimes de la criminalité » ;
- « [des] éléments spécifiques de la procédure pénale » par décision du Conseil après approbation du Parlement européen ;
- « l'adoption des règles minimales » concernant la définition des infractions pénales et les peines encourues.

Toutefois, ces règles minimales ne peuvent empêcher les États membres d'adopter « de maintenir ou d'instituer un niveau de protection plus élevé pour les personnes ». La question qui peut alors être posée est la définition donnée à un « niveau [...] plus élevé ». La décision-cadre 2004/757/JAI établit par exemple des « dispositions minimales relatives aux éléments constitutifs des infractions pénales et des sanctions applicables dans le domaine du trafic de drogue ». Les actions considérées comme répréhensible par cette directive sont listées à l'article 2(1). En fonction de l'interprétation donnée, cette liste serait une liste de comportements qui doivent partout être considérés comme étant des infractions pénales. Selon André Klip, cela pourrait signifier que les États membres peuvent :
1. ajouter des comportements répréhensibles à cette liste dans leurs législations nationales respectives et ;
2. mettre en œuvre de manière plus stricte la répression de ces actes.

Klip estime toutefois qu'une différence trop importante dans la mise en œuvre risque d'entrer en conflit avec la liberté de circulation des personnes (par exemple, si les sanctions encourues entre deux États vont de 5 à 10 ans dans l'un et la prison à vie dans l'autre). Il juge de plus cela contraire au principe de proportionnalité.

### Réserve: un «frein d'urgence»
L'alinéa 3, paragraphe 3, contient une disposition relative à un « frein d'urgence » par lequel un États membres estimant qu'une directive « atteinte aux aspects fondamentaux de son système de justice pénale » pourrait demander à saisir le Conseil européen. Cette procédure concerne les règles de procédures pénales et les questions de coopération en matière pénale. Le Conseil européen décide dans les quatre mois et renvoi au Conseil sa décision permettant de reprendre ou maintenir la suspension de la procédure législative ordinaire. La procédure n’avait pas encore été utilisée en 2012.